# 船浦港
船浦港（ふなうらこう）は、日本の沖縄県八重山郡竹富町、西表島西部の字上原に所在する地方港湾。港湾管理者は沖縄県。統計法に基づく港湾調査規則では乙種港湾に分類されている。

## 概要
広義の「船浦港」は、南東側の船浦地区（狭義の船浦港）と、北西側の上原地区（通称上原港）とから構成される。両地区はともに上原に所在し、約1.5km離れている。
このうち上原地区（上原港）には、西表島東部の仲間港（通称・大原港）と並んで、石垣島との間に定期旅客航路が開設されている。しかし、上原港に発着する航路は、西表島の北側を航行し北風の影響を受けやすいため、海が荒れやすい冬季を中心に欠航が多発する。上原 - 石垣便が欠航した場合は、船会社が大原 - 上原間の無料連絡バスを運行している。
かつての上原地区（上原港）は純然たる漁港であり、西表島西部と石垣港を結ぶ旅客船は船浦地区（船浦港）に発着していた。しかし、1976年に船浦橋が開通して島内の陸路が東西に分断されていた状況が解消されると戦後に発展した上原地区（上原港）へ直に旅客船が発着するようになり、八重山観光フェリーが上原地区（上原港）を、安栄観光が船浦地区（船浦港）をそれぞれ利用してきた。そして、2006年に上原地区（上原港）の旅客ターミナルが新しくなって以降は西部を発着する定期航路が全て上原地区（上原港）へ集約された。ターミナルには上原集落の民謡・デンサ節にちなんでデンサターミナルの愛称が付けられている。
上原地区（上原港）沖合の防波堤には灯台が設置されている。
2015年度の発着数は2,492隻（65,672総トン）、利用客数は192,403人（乗船92,164人、下船100,239人）である。

## 沿革

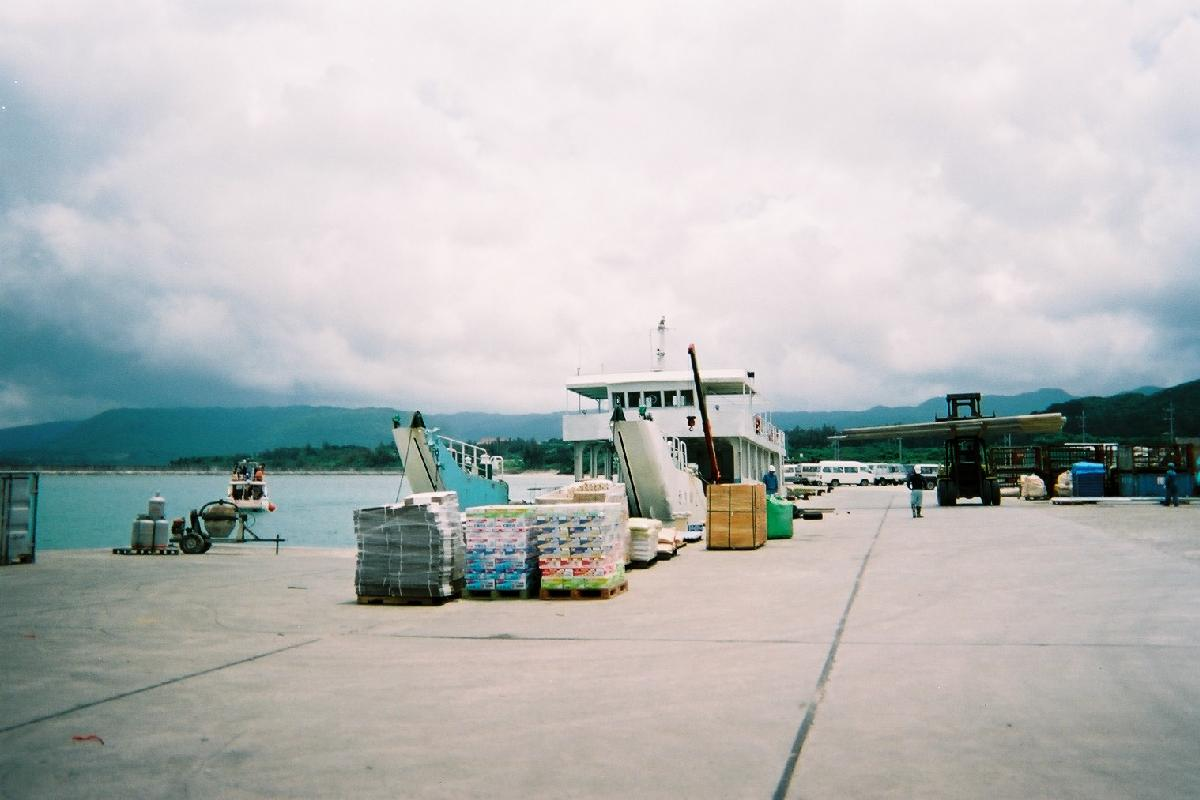
旅客待合所及び浮桟橋完成前の上原地区（上原港）（2004年）

- 1972年（昭和47年）5月15日 - 本土復帰に伴い地方港湾に指定[12]。
- 2006年（平成18年）3月27日 - 上原地区（上原港）の旅客待合所「デンサターミナル」及び浮桟橋の供用開始[9][10]。定期航路が上原地区に集約される[8]。

## 施設

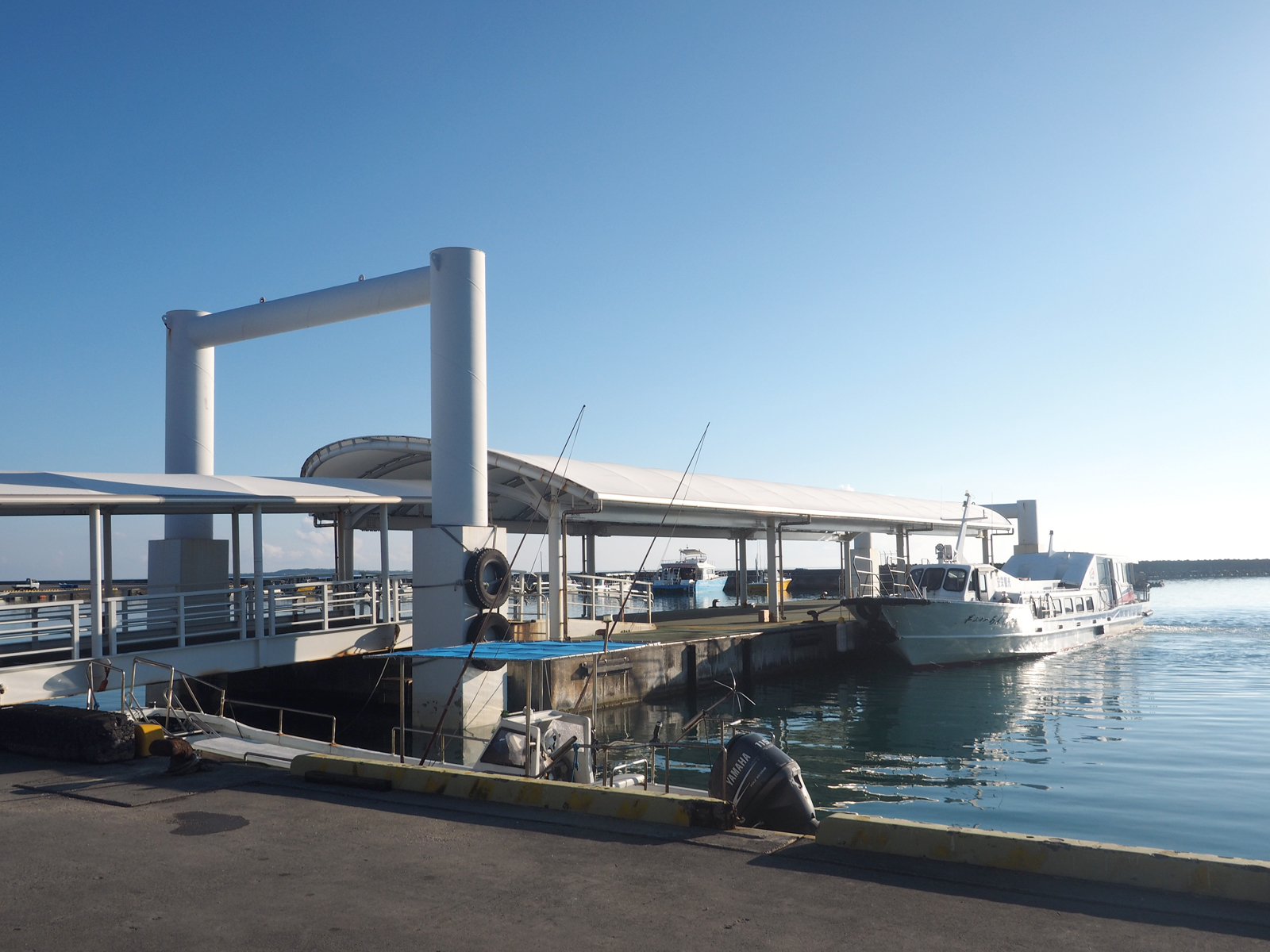
上原地区（上原港）浮桟橋

### 船浦地区（船浦港）
- 係留施設[2]
  - 物揚場 (-3.5m) - 86m（最大対象船舶 200総トン）
  - 物揚場 (-2.0m) - 60m（最大対象船舶 3総トン）
  - 船揚場 - 40m

### 上原地区（上原港）
- 係留施設[2]
  - 物揚場 (-3.5m) - 65m（最大対象船舶 200総トン）
  - 物揚場 (-3.0m) - 120m（最大対象船舶 100 総トン）
  - 物揚場 (-2.0m) - 100m（最大対象船舶 5総トン）
  - 船揚場 - 100m
  - 浮桟橋 - 1基（長さ35m、幅10m、最大対象船舶 74総トン）[9]
- 旅客待合所「デンサターミナル」[10] - 鉄筋コンクリート構造平屋建、延床面積 400m2[9]

## 航路
旅客船（高速船）
上原地区（上原港）には、安栄観光・八重山観光フェリーの2社が、石垣港との定期旅客航路をそれぞれ1日7往復前後運航しており、一部の便は鳩間島に寄港する。
貨客船（カーフェリー）
上記2社が上原地区（上原港）と石垣港との間でそれぞれ週3便の貨客船を運航しており、往路又は復路に鳩間島を経由する。